# Marques Colston
Marques Colston (udtales / mɑrkɨs koʊlstən / MAR-kis KOHL-stən; født 5. juni 1983 i Harrisburg, Pennsylvania) er en amerikansk fodbold-wide receiver, som spiller for New Orleans Saints i NFL. Han blev valgt i syvende runde af 2006  NFL Draft. 
Marques Colston holder NFL rekorden for flest receptioner i en spillers første to sæsoner med 168.